# Аргонавти
 Тази статия е за митологичните герои.  За рода мекотели вижте Аргонавти (животни).  
Аргонавтите (на гръцки: Αργωναύτες) са герои от древногръцката митология. Предвожданите от Язон 50 спътници, които с кораба Арго (откъдето идва името им) предприемат поход по море до Колхида, на североизточното крайбрежие на Черно море (днес в Западна Грузия), и донасят Златното руно в Йолк (Антична Тесалия). Описвани като изключително предани и безстрашни.
Походът бил предприет под закрилата на Хера и Аполон.
За историята на аргонавтите вижте статията Язон.

## Най-известните аргонавти
- Адмет
- Акаст
- Арг
- Бут
- Девкалион – син на критския цар Минос. Участва е калидонския лов и похода на аргонавтите. Баща е на Идоменей, водача на критяните в Троянската война.
- Евриал
- Еврит – син на Хермес.
- Ефем
- Зет
- Идмон – син на Аполон, прорицател
- Ифит
- Йолай
- Лаерт
- Мелеагър – участник в Калидонския лов и похода на аргонавтите. Син на царя на Калидония. Според някои митове той убива колхидския цар Ет.
- Менетей
- Мопс
- Орфей
- Пелей
- Полифем
- Теламон
- Филоклет
- Херакъл
- Язон